# Юровське сільське поселення (Грязовецький район)
Юро́вське сільське поселення (рос. Юровское сельское поселение) — сільське поселення у складі Грязовецького району Вологодської області Росії.
Адміністративний центр — присілок Юрово.

## Населення
Населення сільського поселення становить 2568 осіб (2019; 2864 у 2010, 3212 у 2002).

## Історія
1929 року у складі Грязовецького району були утворені Степурінська сільська рада, Жилинська сільська рада та Шильмяшевська сільська рада. 1932 року зі складі ліквідованого Вологодського району передано Брюховську сільську раду, Пухітську сільську раду та Заболотську сільську раду. 1954 року Брюховська сільрада приєднана до складу Пухітської. 1960 року Степурінська сільрада приєднана до складу Заболотської. 1966 року Жилинська та Шильмяшевська сільради об'єднані в Покровську сільську раду. 1979 року Пухітська сільрада перейменована в Мінькінську сільську раду, Заболотська сільрада — в Юровську сільську раду.
Станом на 1999 рік існували Мінькінська сільрада (33 населених пункти), Покровська сільрада (28 населених пунктів) та Юровська сільрада (30 населених пунктів). Станом на 2002 рік існували Мінькінська сільрада (села Дмитрієвське, Мінькіно, Невірово, присілки Алферово, Андрійково, Балагурово, Басино, Бокотово, Бурково, Вайдаш, Дор, Заріч'є, Захарово, Ісаково, Михайлово, Мишкино, Некрасово, Овініща, Панфілово, Пищалино, Пітерімка, Пічкарево, Попово, Ременниково, Сімейкино, Старе, Степково, Талиця, Таршино, Фелиця, Філіппово, Фомське, хутір Назарка), Покровська сільрада (село Чернецьке, присілки Барське, Брагино, Васюково, Воздвиженське, Дяково, Желомініно, Зажолка, Заріч'є, Ігумново, Кобяково, Кокарево, Костино, Кречково, Кругляк, Куземкіно, Кураж, Плющево, Погиблово, Покровське, Прокоп'єво, Скородумка, Скураково, Старово, Телебіно, Фетініно, Шильмящево, Широково) та Юровська сільрада (присілки Акинфовиця, Андраково, Анопіно, Бердяйка, Борщовка, Грибово, Дубовка, Дуденево, Єсюткіно, Коротигіно, Криводіно, Куксімово, Ломок, Мокеєво, Мошенниково, Нове, Новосілка, Охлюєво, Погорілка, Покровське, Починок, Савкино, Санниково, Слободища, Степуріно, Троїцьке, Хайміно, Шнякіно, Шумлево, Юрово).
2006 року усі сільради об'єднані в Юровське сільське поселення. 2020 року ліквідовано присілки Бердяйка та Феклиця.

## Склад
До складу сільського поселення входять:
| Населений пункт         | Населення, осіб (2002) | Населення, осіб (2010) |
| ----------------------- | ---------------------- | ---------------------- |
| Акинфовиця, присілок    | 4                      | 0                      |
| Алферово, присілок      | 2                      | 0                      |
| Андраково, присілок     | 21                     | 16                     |
| Андрійково, присілок    | 3                      | 0                      |
| Анопіно, присілок       | 14                     | 11                     |
| Балагурово, присілок    | 4                      | 3                      |
| Барське, присілок       | 3                      | 3                      |
| Басино, присілок        | 0                      | 0                      |
| Бердяйка, присілок      | 0                      | 0                      |
| Бокотово, присілок      | 11                     | 6                      |
| Борщовка, присілок      | 0                      | 0                      |
| Брагино, присілок       | 11                     | 1                      |
| Бурково, присілок       | 0                      | 0                      |
| Вайдаш, присілок        | 0                      | 0                      |
| Васюково, присілок      | 41                     | 25                     |
| Воздвиженське, присілок | 21                     | 14                     |
| Грибово, присілок       | 0                      | 0                      |
| Дмитрієвське, село      | 0                      | 0                      |
| Дор, присілок           | 2                      | 2                      |
| Дубовка, присілок       | 3                      | 4                      |
| Дуденево, присілок      | 1                      | 0                      |
| Дяково, присілок        | 3                      | 1                      |
| Єсюткіно, присілок      | 9                      | 5                      |
| Желомініно, присілок    | 4                      | 0                      |
| Зажолка, присілок       | 1                      | 0                      |
| Заріч'є, присілок       | 2                      | 2                      |
| Заріч'є, присілок       | 0                      | 0                      |
| Захарово, присілок      | 11                     | 7                      |
| Ігумново, присілок      | 0                      | 0                      |
| Ісаково, присілок       | 9                      | 5                      |
| Кобяково, присілок      | 31                     | 17                     |
| Кокарево, присілок      | 4                      | 3                      |
| Коротигіно, присілок    | 188                    | 124                    |
| Костино, присілок       | 2                      | 2                      |
| Кречково, присілок      | 0                      | 0                      |
| Криводіно, присілок     | 120                    | 80                     |
| Кругляк, присілок       | 0                      | 0                      |
| Куземкіно, присілок     | 4                      | 0                      |
| Куксімово, присілок     | 5                      | 1                      |
| Кураж, присілок         | 0                      | 0                      |
| Ломок, присілок         | 2                      | 2                      |
| Михайлово, присілок     | 0                      | 0                      |
| Мишкино, присілок       | 2                      | 0                      |
| Мінькіно, село          | 601                    | 542                    |
| Мокеєво, присілок       | 1                      | 1                      |
| Мошенниково, присілок   | 0                      | 1                      |
| Назарка, хутір          | 1                      | 2                      |
| Невірово, село          | 0                      | 0                      |
| Некрасово, присілок     | 0                      | 0                      |
| Нове, присілок          | 1                      | 1                      |
| Новоселка, присілок     | 0                      | 0                      |
| Овініща, присілок       | 6                      | 2                      |
| Охлюєво, присілок       | 1                      | 5                      |
| Панфілово, присілок     | 254                    | 251                    |
| Пищалино, присілок      | 0                      | 0                      |
| Пітерімка, присілок     | 23                     | 7                      |
| Пічкарево, присілок     | 0                      | 4                      |
| Плющево, присілок       | 11                     | 10                     |
| Погиблово, присілок     | 4                      | 3                      |
| Погорілка, присілок     | 5                      | 4                      |
| Покровське, присілок    | 46                     | 41                     |
| Покровське, присілок    | 22                     | 17                     |
| Попово, присілок        | 2                      | 0                      |
| Починок, присілок       | 11                     | 5                      |
| Прокоп'єво, присілок    | 4                      | 3                      |
| Ременниково, присілок   | 8                      | 0                      |
| Савкино, присілок       | 16                     | 16                     |
| Санниково, присілок     | 0                      | 0                      |
| Сімейкино, присілок     | 2                      | 0                      |
| Скородумка, присілок    | 486                    | 494                    |
| Скураково, присілок     | 0                      | 0                      |
| Слободища, присілок     | 17                     | 11                     |
| Старе, присілок         | 0                      | 0                      |
| Старово, присілок       | 1                      | 2                      |
| Степково, присілок      | 19                     | 11                     |
| Степуріно, присілок     | 241                    | 249                    |
| Талиця, присілок        | 0                      | 0                      |
| Таршино, присілок       | 13                     | 7                      |
| Телебіно, присілок      | 1                      | 0                      |
| Троїцьке, присілок      | 21                     | 9                      |
| Феклиця, присілок       | 0                      | 0                      |
| Фетініно, присілок      | 17                     | 8                      |
| Філіппово, присілок     | 8                      | 4                      |
| Фомське, присілок       | 3                      | 0                      |
| Хайміно, присілок       | 4                      | 2                      |
| Чернецьке, село         | 43                     | 36                     |
| Шильмяшево, присілок    | 10                     | 7                      |
| Шираково, присілок      | 5                      | 13                     |
| Шнякіно, присілок       | 4                      | 1                      |
| Шумлево, присілок       | 0                      | 0                      |
| Юрово, присілок         | 762                    | 760                    |